# 韦况
韦况（?—?），唐朝京兆府万年县人，韦安石的孙子，韦斌的儿子。
韦况年轻时隐居王屋山，被孔述睿称道，孔述睿以谏议大夫被召入朝，他推荐韦况为右拾遗，没有就任。未几，以起居郎召，半年，就弃官而去，改居龙门。朝廷任命为司封员外郎，称病固辞。元和初年，授谏议大夫，朝廷勉谕后到职，数月后，请求退休，以太子左庶子致仕，去世。韦况虽为世族贵胄，但志向冲远，不为命利所动摇，当时都看重其风操。